# قذف (رياضة)

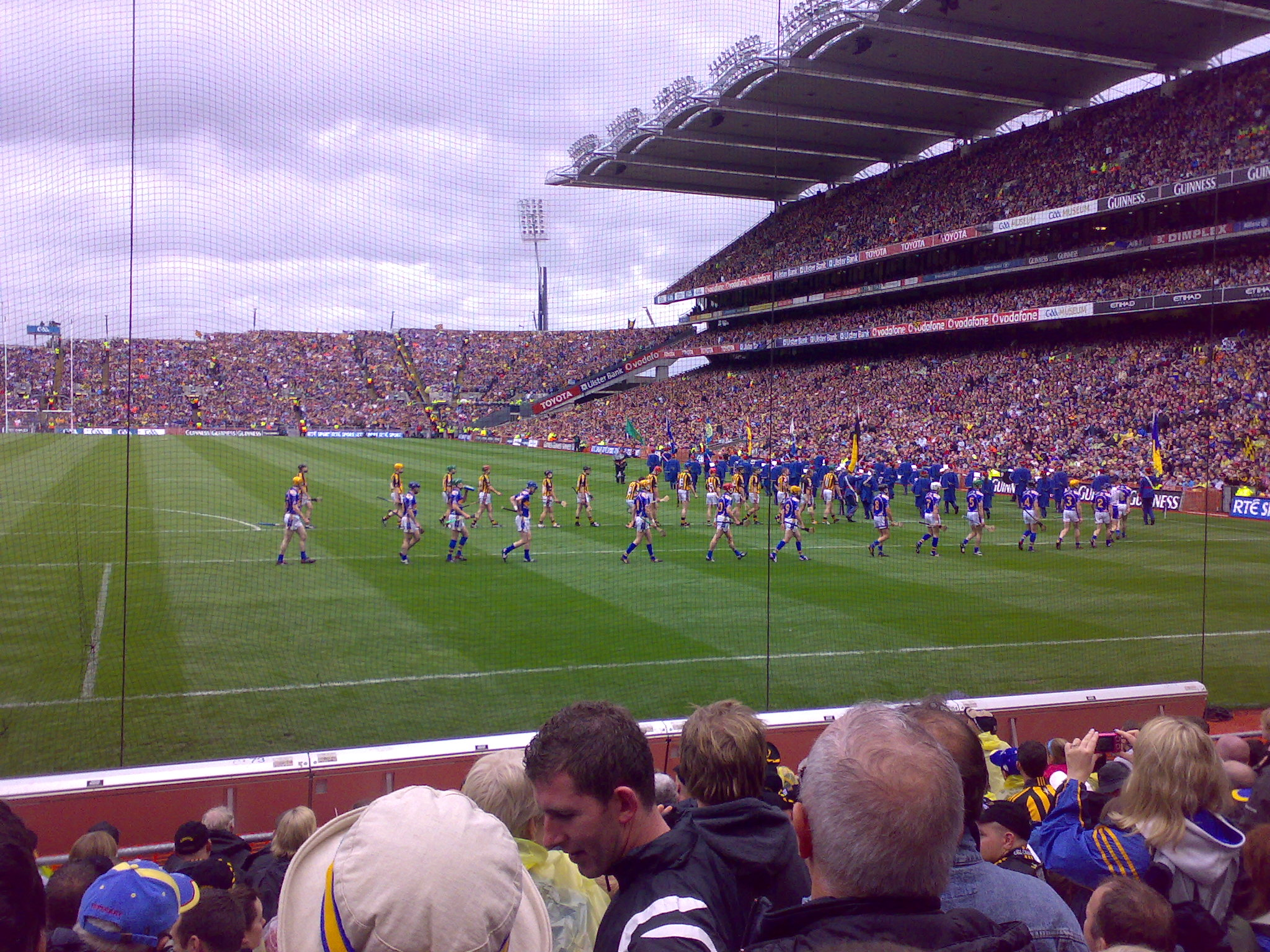
إحدى مباريات رياضة القذف في أيرلندا في 2009 وحضور 82 ألف متفرج لمشاهدتها

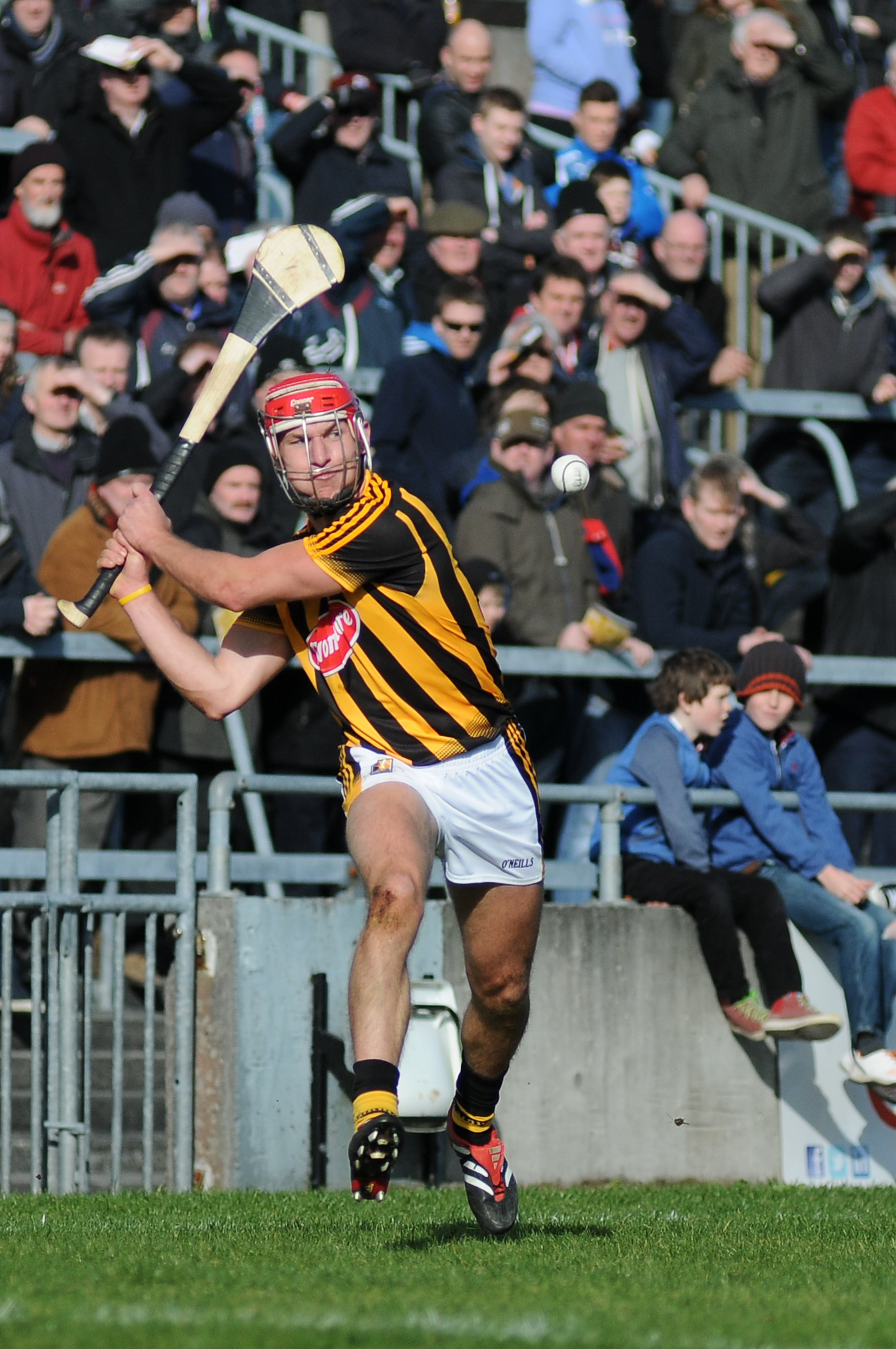
كيليان بوكلي أحد لاعبي القذف

قذف (بالإنجليزية: Hurling)‏ وهي رياضة جماعية تمارس خارج الصالات، وعلى أرضية عشبية، وهي من أصل غالي أيرلندي، وتدار من قبل الجمعية الرياضية الغالية، تشبه هذه الرياضة هوكي الحقل حيث يتواجد لاعبين مع مضارب تشبه مضارب الهوكي في أرض عشبية، إلا أن القرص في هوكي الحقل يستبدل بالكرة في هذه الرياضة ويكون للاعب القذف خوذات على رأسه بعكس هوكي الحقل التي لا يوجد بها خوذات، تعود جذور هذه الرياضة إلى عصر ما قبل التاريخ قبل 3000 سنة من الآن، وهي تعتبر أسرع رياضة عشبية في العالم، وهي واحدة من الألعاب الغالية الأيرلندية، تعتبر إحدى أكبر الرياضات الشعبية في أيرلندا مع كرة القدم وكرة القدم الغالية، كما لها شعبية في اسكتلندا، كما أنها رياضة شعبية عند الشتات الأيرلندي في أمريكا الشمالية وأوروبا وأستراليا ونيوزيلندا وجنوب أفريقيا والأرجنتين، في 1904 تم إدراج هذه الرياضة ضمن الألعاب الأولمبية الصيفية إلا أنها ألغيت فيما بعد.